# جان گیونس
جان گیونس (انگلیسی: John Givens؛ زادهٔ ۰ ژانویهٔ ۱۸۷۰) بازیکن فوتبال، و سرمربی (فوتبال) اهل پادشاهی متحد بریتانیای کبیر و ایرلند است.
از باشگاه‌هایی که در آن بازی کرده‌است می‌توان به باشگاه فوتبال لیورپول اشاره کرد.